# The Clapper
Pour plus de détails, voir Fiche technique et Distribution.
The Clapper est un film américain réalisé par Dito Montiel, sorti en 2017.

## Synopsis
Un applaudisseur professionnel devient une célébrité du jour au lendemain.

## Fiche technique
- Titre : The Clapper
- Réalisation : Dito Montiel
- Scénario : Dito Montiel d'après son propre roman[1]
- Musique : Jimmy Haun et David Wittman
- Photographie : Michael Barrett
- Montage : Jake Pushinsky
- Production : Mike Falbo, Ed Helms, Alex Lebovici, Dito Montiel, Steve Ponce et Robin Schorr
- Société de production : Oriah Entertainment, Cedarvale Pictures, LTD Films, Pacific Electric Picture Company, Kodiak Pictures, Living the Dream Films, Movie Trailer House et Skit Bags Entertainment
- Pays :  États-Unis
- Genre : Comédie dramatique
- Durée : 89 minutes
- Dates de sortie : 
  -  États-Unis : 23 avril 2017 (festival du film de Tribeca), 26 janvier 2018

## Distribution
- Ed Helms (VF : Adrien Solis) : Eddie Krumble
- Amanda Seyfried : Judy
- Tracy Morgan : Chris
- Brenda Vaccaro : Ida Krumble
- Leah Remini : Louise, la productrice
- Adam Levine : Raef Ranter
- Russell Peters : Stillerman
- Mickey Gooch Jr. : Yugoslavia
- Todd Giebenhain : Tambakis
- P. J. Byrne (VF : François Pacôme) : M. Caldwell
- Mori Taylor (VF : Olivia Dutron) : Gladys
- Greg Vrotsos : Hercule Karesh
- Gloria Sandoval : Rita
- Victor A. Chapa : Alfie

 Source et légende : version française (VF) sur RS Doublage et le carton de doublage français.

## Accueil
Le film a reçu un accueil défavorable de la critique. Il obtient un score moyen de 21 % sur Metacritic.